# Kącik (gromada)
Kącik – dawna gromada, czyli najmniejsza jednostka podziału terytorialnego Polskiej Rzeczypospolitej Ludowej w latach 1954–1972.
Gromady, z gromadzkimi radami narodowymi (GRN) jako organami władzy najniższego stopnia na wsi, funkcjonowały od reformy reorganizującej administrację wiejską przeprowadzonej jesienią 1954 do momentu ich zniesienia z dniem 1 stycznia 1973, tym samym wypierając organizację gminną w latach 1954–1972.
Gromadę Lubiec siedzibą GRN w Kąciku utworzono – jako jedną z 8759 gromad na obszarze Polski – w powiecie piotrkowskim w woj. łódzkim, na mocy uchwały nr 35/54 WRN w Łodzi z dnia 4 października 1954. W skład jednostki weszły obszary dotychczasowych gromad Bukowie i Rasy oraz wieś Kącik, kolonia Kącik, parcelacja Kącik, wieś Katarzynka, osada Bukowiec, osada Fesler, osada Koneckiego, Kącik Rasowa Nr 2, osada Bukowie Maksalona, osada Bukowie Milkowskiego i osada Bukowie Sadurskiego z dotychczasowej gromady Kącik ze zniesionej gminy Mzurki, a także obszary dotychczasowych gromad Teresin i Wola Rożniatowska ze zniesionej gminy Wadlew; wszystkie jednostki w tymże powiecie. Dla gromady ustalono 10 członków gromadzkiej rady narodowej.
1 stycznia 1956 gromada weszła w skład nowo utworzonego powiatu bełchatowskiego w tymże województwie.
Gromadę zniesiono 1 stycznia 1959, a jej obszar włączono do gromad Suchcice (wieś, parcelację i osadę Bukowie, parcelację Wrzosy i osadę Bukowie Nowackiego) i Gręboszew (wieś Rasy, wieś Nowa Wieś, wieś Kępa, wieś, kolonię i parcelację Kącik, wieś Katarzynka, osadę Fesler, osadę Koneckiego, osadę Kącik-Rasowa, osadę Bukowie, osadę Maksalona, osadę Binkowskiego, osadę Stępnia, osadę Milkowskiego, osadę Sadurskiego, wieś Teresin i wieś Wola Rożniatow[sk]a) w tymże powiecie.